# Rabih Lahoud

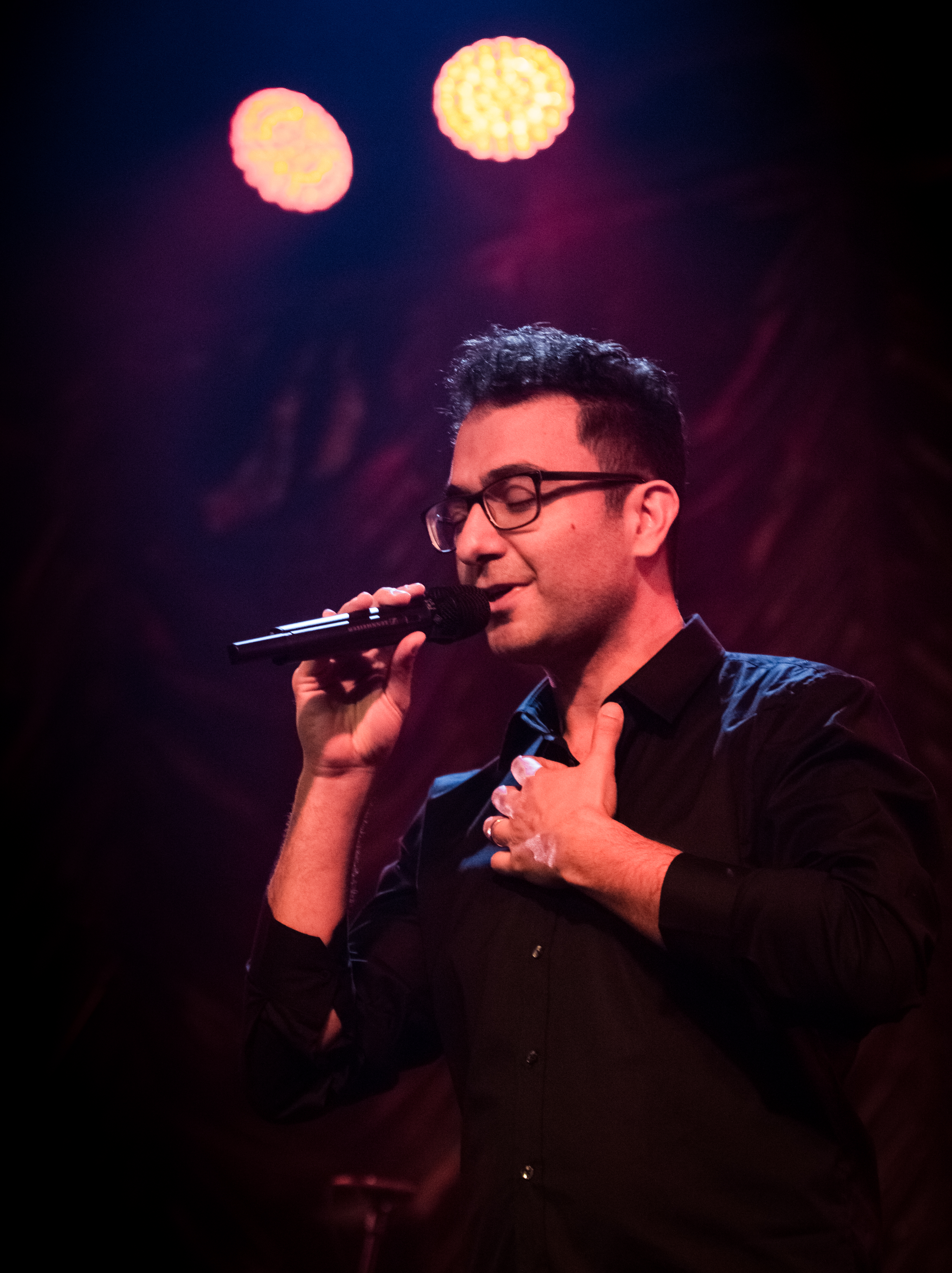
Rabih Lahoud bei den Leverkusener Jazztagen 2016

Rabih Lahoud (* 1982 im Libanon) ist ein libanesischer Sänger (Tenor) und Komponist, der in der Klassik und im Jazz ebenso wie in der arabischen Musik hervorgetreten ist.

## Leben und Wirken
Lahoud erhielt zuerst eine musikalische Ausbildung in Byblos, in der er die Gesänge der syrisch-maronitischen Liturgie ebenso wie den Gesang in den arabischen Maqams und die aramäische Gesangstradition erlernte. Mit 15 Jahren bestand er die Aufnahmeprüfung am Konservatorium von Beirut, wo er Klavier studierte und Gesangskurse besuchte. Mit 19 Jahren entschied er sich, sein weiteres Musikstudium in Europa zu absolvieren. An der Musikakademie der Stadt Kassel studierte er zunächst Tonsatz und Gehörbildung, dann an der Robert Schumann Hochschule Düsseldorf Komposition bei Manfred Trojahn. Angeregt durch einen Improvisationskurs bei Markus Stockhausen 2008 studierte er dann klassischen und populären Gesang an der Hochschule für Musik und Theater Rostock bei Janet Williams und Lindsay Lewis.
Lahouds Komposition Joseph Lamento wurde 2011 durch den Chor des Kölner Bach-Vereins und das Ensemble Concerto con anima in der Kölner Philharmonie uraufgeführt. Sein Chorwerk Ahlam für gemischt-stimmigen Chor hatte 2013 in Bonn Premiere. 2015 wirkte er als Komponist und Sänger an der Stadtteiloper Sehnsucht nach Isfahan mit der deutschen Kammerphilharmonie Bremen mit.
Seit 2010 gehört Lahoud als Sänger zu Markus Stockhausens Ensemble Eternal Voyage, mit dem bisher zwei Alben entstanden. Seit 2012 ist er Sänger des Weltjazz-Quartetts Masaa, von dem Traumton vier Alben veröffentlichte. Gemeinsam mit Steve Hackett gestaltete er 2012 das Konzert Bridges: Händel Meets Pop für die Händel-Festspiele in Halle. In Markus Stockhausens Uraufführung Das erwachende Herz in Hamburg 2013 wirkte er als Gesangssolist mit. 2014 sang er während des düsseldorf festival in der Uraufführung von Daniel Schnyders Oper Abraham die Rolle des Ismael. 2015 wirkte er als Solist bei der Weltpremiere von Sandesh Shandilyas Search for Buddha zusammen mit dem WDR Rundfunkchor und dem WDR Funkhausorchester Köln. 2016 war er an der Aufführung von Leonard Bernsteins Mass in der Kölner Philharmonie beteiligt. Im Folgejahr trat er zusammen mit Anna-Lena Schnabel, Florian Weber und dem syrischen Ney-Virtuosen Moslem Rahal beim Morgenland Festival Osnabrück auf. 2019 sang er beim Rheingau Musik Festival als Solist mit dem WDR-Funkhausorchester unter Leitung von Wayne Marshall im Programm Sinfonic Woodstock. Weiterhin arbeitete er mit Cymin Samawatie, Joss Turnbull und mit dem Kölner Tabadoul Orchestra.
Weiterhin war Lahoud als Chorleiter und Vocalcoach sowie zwischen 2013 und 2019 an der Robert-Schumann-Hochschule als Dozent für Populären Gesang tätig. Weitere Lehrtätigkeiten bestanden an der Hochschule für Musik Carl Maria von Weber Dresden (2019-2022; Methodik und Gesangstechnik), der Popakademie Baden-Württemberg (2019-2022; zeitgenössischer arabischer Gesang und Popmusikdesign) und als Gastprofessur für Jazzgesang am Jazzinstitut Berlin (2021–2023).

## Preise und Auszeichnungen
Mit Masaa gewann Lahoud 2012 den Bremer Jazzpreis; mit Masaa erhielt er 2013 den Publikumspreis beim Creole-Festival und 2015 den Weltmusikpreis Ruth (Förderpreis). 2021 erhält er den WDR Jazzpreis in der Kategorie „Musikkulturen“. 2021 erhielt Lahoud, ebenfalls mit Masaa, den Deutschen Jazzpreis mit der CD Irade in der Kategorie „Album Vokal des Jahres“.

## Diskographische Hinweise
- Masaa: Freedom Dance (Traumton 2013, mit  Marcus Rust, Clemens Pötzsch, Demian Kappenstein)
- Masaa: Afkar (Traumton 2014)
- Masaa: Outspoken (Traumton 2017)
- Markus Stockhausen: Eternal Voyage/Live (Okeh Records 2018)
- Masaa: Irade (Traumton 2020)
- Masaa, Jenaer Philharmonie unter Leitung von Bernd Ruf: East West Symphony: Hiwar (GP Arts 2021)
- Masaa: Beit (Traumton 2023, mit Marcus Rust, Reentko Dirks, Demian Kappenstein und als Gast Bjarke Falgren)